# Фтелия (река)
Вижте пояснителната страница за други значения на Фтелия.
Фтелия (на гръцки: Φτελιά) е река в Егейска Македония, Гърция, ляв приток на Бистрица (Алиакмонас).
Реката извира в Червена гора (Вуринос) източно от най-високия връх Буринос (Вуринос, Дрисинкос, 1663 m) под името Вуринос Лакос. Тече на североизток и след това на север. Североизточно от връх Цуцулянос (1460 m) и южно от връх Сифиридзес (1465 m) реката прави рязък завой на изток. Излиза от планината и носи имената Зигости и Танаси. Минава южно от Милия (Милотин), завива на югоизток и се влива в Бистрица в изкуственото Полифитоско езеро южно от Кесария.